# Exposición Aragonesa de 1868
La Exposición Aragonesa de 1868 fue una exposición regional celebrada entre el 15 de septiembre de 1868 y noviembre de ese mismo año en Zaragoza con el objetivo de publicitar Aragón y sus productos.
Fue una iniciativa de la Real Sociedad Económica Aragonesa de Amigos del País que promovió un proyecto al que luego se sumarían la Diputación Provincial de Zaragoza y el Ayuntamiento de Zaragoza. El recinto ferial escogido corresponde a lo que hoy es la Plaza de Aragón. A pesar de los vaivenes políticos de la época, el inicial apoyo regio de Isabel II fue continuado por Amadeo de Saboya, que participaría en septiembre de 1871 en unas postergadas entregas de premios, y por los republicanos tras la revolución de 1868.